# جيمس هاميلتون (متزلج على الثلوج)
جيمس هاميلتون (بالإنجليزية: James Hamilton)‏ هو متزلج على الثلوج نيوزيلندي، ولد في 1989 في تاكابونا ‏ في نيوزيلندا.

## وصلات خارجية
- جيمس هاميلتون على موقع الاتحاد الدولي للتزلج (ركوب لوح الثلج) (الإنجليزية)
- جيمس هاميلتون على موقع اللجنة الأولمبية الدولية (الإنجليزية)
- جيمس هاميلتون على موقع أوليمبيديا (الإنجليزية)
- جيمس هاميلتون على موقع اللجنة الأولمبية النيوزيلندية (الإنجليزية)